# 強偽質數
強偽質數是指一種能通过米勒-拉宾检验的合数。所有质数都能通过这个检验，但有一小部分合数也能通过這個檢驗。根據费马小定理的推论，強偽質數也是伪質數。